# Yorba Linda (Kalifornija)
Yorba Linda je grad u američkoj saveznoj državi Kalifornija. Prema popisu stanovništva iz 2010. u njemu je živjelo 64.234 stanovnika.